# 朱拱樤
宜春王朱拱樤（1486年—1521年1月13日），明朝宜春康僖王朱宸浍嫡次子，母亲是王妃黄氏。其兄长无记载，可能早逝。后因参与宁王之乱，被赐自尽，国除。

## 生平

### 早年
弘治十三年（1500年），朱宸浍薨。弘治十四年（1501年）正月，朱拱樤被赐名。正德二年（1507年）袭封宜春王。

### 助乱
正德十四年（1519年）六月，朱拱樤、瑞昌王朱拱栟等参与宁王之乱。宁王朱宸濠遣朱拱樤祭祀旗纛、關王廟、教場三處，朱宸濠又祭祀天地、宗廟，派朱拱樤等祭告山川、城隍等神及西山、青嵐等六處墳塋。
七月，朱宸濠得知南赣巡抚都察院佥都御史王守仁的军队还没有集结，就與李士实、劉養正图謀，留一万余兵交朱拱樤等守南昌城，亲自引兵東下攻打安庆。明武宗担心南昌城中建安王朱觐鋉、樂安王朱宸湔、朱拱樤、朱拱栟心生疑懼，写信慰諭，令王守仁带入城中告知朝廷篤念宗亲的意思。其中朱拱栟当时随朱宸濠出征，并不在城中。王守仁與知府伍文定等順流而下，会合各方军队共八萬餘人，號称三十萬，在豐城分兵七路想各自攻南昌一城門，薄暮时分以伍文定為前鋒直趋廣潤門，正值三鼓时分，砲擊城門，守军惊骇逃散，于是入城。朱宸濠盡選強壯随征，守城的都是老弱，由朱拱樤及內官萬銳等分别监督，其实没有固守之念。随后王守仁大军入城，活捉朱拱樤、万銳等千餘人。明武宗御驾亲征，未到，宁王之乱已被平定。

### 伏诛
平乱后，朱宸濠、朱拱樤、朱拱栟等被押解回京。正德十五年（1520年）十一月，明武宗班师停驻通州时，司禮監官傳諭令大學士楊廷和等擬旨命多名官员一同商议如何处置朱宸濠、朱拱樤等十四名罪犯，当时其中朱拱栟等四人已经去世。杨廷和等认为应该先祭告天地祖宗、詔告天下及写信告諭各王府，否则班师无名、武宗功绩泯然，故不同意急于商议论罪。武宗下旨召皇親、公侯、駙馬、伯爵、內閣府部大臣、科道官都到通州议朱宸濠等罪，众人列上罪狀，说朱宸濠应该明正典刑，朱拱樤等应该同罪处决。十二月，武宗念及朱宸濠、朱拱樤等十四人本是宗室，还在世的十人免于市曹斩首，赐自尽，十四人都焚棄尸体。宁、宜春、瑞昌三国皆废除。

## 身后
朱宸濠、朱拱樤等的家眷都奉旨暫住通州。楊廷和等曾对武宗说通州褊小，附近多盜贼，难以供給，防守不易，安置他们和郊祀慶功等禮并不妨碍，請求先行發遣，获准。正德十六年（1521年）三月，太監賴義傳旨将朱宸濠妃、朱拱樤妃趙氏等等都送鳳陽高墻安置。
十一月，禮科都給事中朱鳴陽等上疏称最初同谋参与宁王之亂的宗室据王守仁等奏只有朱拱樤等一二人而已，其他都是被胁从，他们被治罪，妻儿仍被幽閉，含冤且可怜，请求明世宗妥善处分，世宗也同情他们，下诏调查。
明安宗登基后，从凤阳高墙释放朱拱樤的四世孙朱议衍。朱议衍后来袭封为宜春王。